# Rodney Mullen
John Rodney Mullen (* 17. srpna 1966 Gainesville) je americký profesionální skateboardista a podnikatel, který vynalezl mnoho skateboardových triků. Sám účinkoval ve více než 20 skateboardových videích a se spisovatelem Seanem Mortimerem napsal autobiografii The Mutt: How to Skateboard and Not Kill Yourself.

## Biografie
Na skateboardu začal jezdit v roce 1977, kdy jej s ním seznámili kamarádi, a věnoval se mu i přesto, že jeho otec si to nepřál a chtěl, aby se stal zubařem, jako byl on sám. Prvního sponzora získal již po devíti měsících a díky němu absolvoval první závody, které vyhrál. V roce 1980 již občas jezdil na desce Powell Peralta. Na závodech 20. srpna 1980 v San Diegu porazil ve finále Stevea Rocca, známého freestylera a svého hrdinu. Díky tomu jej začala sponzorovat firma Powell Peralta. V letech 1981–1991 zvítězil na 34 z 35 mistrovství.

## Vynalezené triky
Podle skateboardového článku „The House That Rodney Built“ z roku 1992 vymyslel následující triky:
- Godzilla rail flip (1979)
- 540-degree shove-it (1979)
- 50/50 Saran wrap (1979)
- 50/50 Casper (1980)
- Helipop (1980)
- Flatground ollie (1981)
- Gazelle flip (1981)
- No-handed 50/50 (1981)
- Kick flip (1982)
- Heel flip (1982)
- Impossible (1982)
- Sidewinder (1983)
- 360 flip (1983)
- 360 pressure flip (1983)
- Casper 360 flip (1983)
- Half-cab kick flip (1983)
- 50/50 sidewinder (1983)
- One-footed ollie (1984)
- Backside 180 flip (1984)
- Ollie nosebone (1986)
- Ollie finger flip (1986)
- Airwalk (1986)
- Frontside heel flip shove-it (1988)
- Switchstance 360 flip (1990)
- Helipop heel flip (1990)
- Kick flip under flip (1992)
- Casper slide (1992)
- Half flip darkslide (1992)